# Victor Olofsson
Victor Olofsson (* 18. Juli 1995 in Örnsköldsvik) ist ein schwedischer Eishockeyspieler, der seit August 2025 bei der Colorado Avalanche aus der National Hockey League unter Vertrag steht. Zuvor verbrachte der Flügelstürmer über fünf Jahre bei den Buffalo Sabres und ein Jahr bei den Vegas Golden Knights.

## Karriere
Victor Olofsson wurde in Örnsköldsvik geboren und durchlief in seiner Heimatstadt die Nachwuchsabteilungen von MODO Hockey. Für die U20 des Vereins debütierte er in der Saison 2012/13 in der J20 SuperElit, der höchsten Juniorenliga Schwedens. Dort überzeugte er im Folgejahr mit 53 Scorerpunkten aus 44 Spielen, sodass er auch zu den ersten elf Einsätzen für MODO in der Svenska Hockeyligan (SHL) kam, der ranghöchsten Profiliga seines Heimatlandes. Anschließend berücksichtigten ihn die Buffalo Sabres im NHL Entry Draft 2014 an 181. Position. In der folgenden Spielzeit 2014/15 kam der Angreifer, von einer kurzzeitigen Leihe beim Timrå IK sowie sporadischen Einsätzen in der U20 abgesehen, überwiegend für MODO in der SHL zum Einsatz. Dort etablierte er sich in der Folge als Leistungsträger, so wurde er in der Saison 2015/16 bester Torschütze (14) und Scorer (29) seines Teams, konnte den Abstieg in die zweitklassige Allsvenskan dennoch nicht verhindern. Zudem wurde er auch im KHL Junior Draft 2016 an 43. Stelle vom HK ZSKA Moskau ausgewählt. Aufgrund seiner gezeigten Leistungen verblieb Olofsson jedoch in der SHL, indem er sich dem Frölunda HC anschloss. Mit den Indians errang er in der Spielzeit 2016/17 die Champions Hockey League, ehe er seine persönliche Statistik im Folgejahr nochmals deutlich steigerte. Mit 27 erzielten Treffern führte er die gesamte Liga an und wurde demzufolge mit der Håkan Loob Trophy geehrt.
Diese Leistungen nahmen die Buffalo Sabres zum Anlass, den Flügelstürmer im April 2018 mit einem Einstiegsvertrag auszustatten. Auch deren Farmteam, die Rochester Americans aus der American Hockey League (AHL), führte Olofsson in der Saison 2018/19 mit 30 Toren und 63 Scorerpunkten an, sodass er im März 2019 sein Debüt für die Sabres in der National Hockey League (NHL) gab. Bei diesen erspielte er sich im Rahmen der Vorbereitung auf die Spielzeit 2019/20 einen Stammplatz und kommt seither regelmäßig zu Einsatzzeit in der NHL. In den ersten 13 Spielen verzeichnete er zehn Scorerpunkte und wurde daher als NHL-Rookie des Monats Oktober geehrt. Nachdem er die Rookie-Scorerliste zum Jahresende angeführt hatte, wurde ihm die Auszeichnung für den Monat Dezember erneut zuteil. Letztlich platzierte er sich am Ende der verkürzten Saison mit 42 Punkten auf Rang vier der besten Rookiescorer, sodass man ihn im NHL All-Rookie Team berücksichtigte.
Nach über fünf Jahren in Buffalo wechselte Olofsson im Juli 2024 als Free Agent zu den Vegas Golden Knights. Im August 2025 unterzeichnete der vereinslose Schwede einen Einjahresvertrag bei der Colorado Avalanche.

### International
Auf internationaler Ebene debütierte Olofsson für die schwedische U20-Nationalmannschaft bei der U20-Weltmeisterschaft 2015 und belegte dort mit dem Team den vierten Platz. Im Rahmen der Euro Hockey Tour der Saison 2017/18 lief er zudem für die A-Nationalmannschaft der Tre Kronor auf, bevor er für diese mit der Weltmeisterschaft 2021 sein erstes großes Turnier bestritt. Nach einem neunten Platz dort folgte die Bronzemedaille bei der Weltmeisterschaft 2024.

## Erfolge und Auszeichnungen
| - 2017 Champions-Hockey-League-Gewinn mit dem Frölunda HC - 2018 Håkan Loob Trophy - 2019 NHL-Rookie des Monats Oktober | - 2019 NHL-Rookie des Monats Dezember - 2020 NHL All-Rookie Team |

### International
- 2024 Bronzemedaille bei der Weltmeisterschaft 2024

## Karrierestatistik
Stand: Ende der Saison 2024/25

### International
Vertrat Schweden bei:
- U20-Weltmeisterschaft 2015
- Weltmeisterschaft 2021
- Weltmeisterschaft 2024

(Legende zur Spielerstatistik: Sp oder GP = absolvierte Spiele; T oder G = erzielte Tore; V oder A = erzielte Assists; Pkt oder Pts = erzielte Scorerpunkte; SM oder PIM = erhaltene Strafminuten; +/− = Plus/Minus-Bilanz; PP = erzielte Überzahltore; SH = erzielte Unterzahltore; GW = erzielte Siegtore; 1 Play-downs/Relegation; Kursiv: Statistik nicht vollständig)

## Familie
Sein Vater Tony Olofsson war und sein älterer Bruder Jesper Olofsson ist ebenfalls als Eishockeyspieler aktiv, so liefen beide unter anderem auch für MODO Hockey auf.